# 5159 Барбін
5159 Барбін (5159 Burbine) — астероїд головного поясу, відкритий 9 вересня 1977 року.
Тіссеранів параметр щодо Юпітера — 3,302.